# Northumbrian Water
Northumbrian Water Limited è una compagnia idrica britannica che fornisce acqua di rete e servizi di fognatura al Northumberland, Tyne and Wear, Durham e parti del North Yorkshire, nonché Essex and Suffolk Water. È una consociata interamente controllata di Northumbrian Water Group.

## Informazioni aziendali
Northumbrian Water Limited è una società a responsabilità limitata registrata in Inghilterra e Galles con il numero di società 2366703 ed è stata costituita in questa forma nel 1989.

## Area di attività
Le operazioni di Northumbrian Water coprono un'area di 1488 miglia (9.400 km²) e vanno dagli insediamenti urbani di Tyneside, Wearside e Teesside alle aree rurali scarsamente popolate di Durham e Northumberland. Una piccola area intorno ad Hartlepool è esclusa dalla licenza di approvvigionamento idrico di NW; questo spazio è fornito esclusivamente dalla compagnia idrica Hartlepool Water.